# ما جیانجون
ما جیانجون (انگلیسی: Ma Jianjun؛ زادهٔ ۸ اکتبر ۱۹۸۴) بازیکن واترپلو اهل چین بود. وی در بازی‌های المپیک تابستانی ۲۰۰۸ حضور داشته‌است.